# Shake Some Action
Shake Some Action är ett musikalbum av den amerikanska musikgruppen Flamin' Groovies, lanserat 1976 på Sire Records. Albumet som producerades av Dave Edmunds skiljde sig från deras tre tidigare album i och med att rock & roll-influenserna tonats ned betydligt till förmån från en ljudbild mer inspirerad av 1960-talets brittiska popmusik. Albumet blev ingen storsäljare, men har ändå setts som ett viktigt powerpopalbum.

## Låtlista
(upphovsman inom parentes, låtar utan upphovsman av Cyril Jordan och Chris Wilson)
1. "Shake Some Action" - 4:34
2. "Sometimes" (Gene Thomasson) - 2:21
3. "Yes, It's True" - 2:29
4. "St. Louis Blues" (W.C. Handy) - 2:39
5. "You Tore Me Down" - 2:50
6. "Please Please Girl" - 2:04
7. "Let the Boy Rock 'n' Roll" (Joe Butler, John Sebastian) - 2:18
8. "Don't You Lie to Me" (Hudson Whittaker, Chuck Berry) - 2:27
9. "She Said Yeah" (Roddy Jackson, Sonny Christy) - 1:38
10. "I'll Cry Alone" - 2:15
11. "Misery" (John Lennon, Paul McCartney) - 1:39
12. "I Saw Her" (Jordan, Mike Wilhelm, Robert Hunter) - 2:41
13. "Teenage Confidential" - 2:45
14. "I Can't Hide" - 3:12